# Drongo de Nouvelle-Irlande
Dicrurus megarhynchus
Espèce
Statut de conservation UICN

 NT  : Quasi menacé
Le Drongo de Nouvelle-Irlande (Dicrurus megarhynchus) est une espèce de passereau de la famille des Dicruridae.

## Répartition
Il est endémique à l'île de Nouvelle-Irlande en Papouasie-Nouvelle-Guinée.